# King Power at Den Dreef Stadion
Das King Power at Den Dreef Stadion ist ein Fußballstadion in der belgischen Stadt Heverlee, einer Teilgemeinde der Stadt Löwen (niederländisch Leuven) in der Provinz Flämisch-Brabant, Region Flandern. Der Fußballverein Oud-Heverlee Löwen empfängt in der Sportstätte seine Gegner. Momentan bietet es 10.020 Zuschauerplätze, davon 5106 Sitzplätze.

## Geschichte
Das Stadion wurde lange Zeit als Radrennbahn genutzt. Erst in den späten 1960er Jahren wurde es in ein Fußballstadion umgewandelt. 2002 wurde das Stadion umgebaut, dabei wurde aus dem weitläufigen Stadion mit Leichtathletikanlage eine reine Fußballarena mit vier separaten und überdachten Tribünen. Durch den Umbau ist die Leichtathletikbahn nicht mehr nutzbar. Vom alten Stadion blieb die Gegentribüne mit Stehplätzen erhalten. Im ersten Bauabschnitt wurde die doppelstöckige Haupttribüne errichtet. Zwischen Ober- und Unterrang liegen verglaste Logen mit Blick auf das Spielfeld. Danach folgten die beiden Hintertortribünen direkt hinter den Toren, von denen eine fast zur Hälfte den Gästefans zur Verfügung steht.
Seit einigen Jahren plante der Verein Oud-Heverlee Löwen eine Modernisierung und Erweiterung der Spielstätte. Im Dezember 2015 begann die erste von drei Phasen des Ausbaus. Das Ziel ist eine Kapazität von 12.500 bis 13.000 Zuschauer. Im Juli 2016 erhielt das Stadion den Sponsorennamen des niederländischen Energieversorgungsunternehmens Eneco. Mit der Vereinbarung soll das Stadion in den Bereichen Nachhaltigkeit und Klimaneutralität verbessert werden. Dazu gehören Sonnenkollektoren auf dem Dach der neuen Tribüne. Dafür sucht der Verein per Crowdfunding Unterstützer, die 250 bis 500 Euro investieren wollen. Des Weiteren soll eine Tesla Powerwall, die überschüssige Energie speichert, am Stadion montiert und auf dem Parkplatz Ladestationen für Elektroautos aufgestellt werden.
Im Mai 2017 wurde die thailändische King Power International Group neuer Besitzer des Vereins. Anfang August des Jahres wurde bekannt, dass die neuen Vereinseigentümer auch Namensgeber des Stadions von Oud-Heverlee Löwen geworden ist. Für die folgenden drei Jahre trägt die Anlage den Namen King Power at Den Dreef Stadion. Die Gruppe ist auch Besitzer des englischen Clubs Leicester City, dessen Stadion den Namen King Power Stadium trägt.
Im November 2020 und März 2021 trug die belgische Fußballnationalmannschaft ihre Heimspiele (Freundschaftsspiel gegen die Schweiz, Nations-League-Spiele gegen England und Dänemark und WM-Qualifikationsspiele gegen Wales und Belarus) nicht wie sonst alle Heimspiele im König-Baudouin-Stadion, sondern im King Power at Den Dreef Stadion aus. Der Grund für die Verlegung war der geringere organisatorische Aufwand für diese Spiele, die aufgrund der COVID-19-Pandemie ohne Zuschauer stattfanden, in einem laufend für Meisterschaftsspiele genutzten Stadion, während das König-Baudouin-Stadion nur für Länderspiele genutzt wird.
In der Saison 2022/23 trug Royale Union Saint-Gilloise (RUSG) sein Play-off-Spiel in der Champions League und seine Gruppenspiele in der UEFA Europa League im King Power at Den Dreef Stadion aus. Nachdem der RUSG in der Saison 2021/22 als Aufsteiger umgehend den 2. Platz der Play-offs um die Meisterschaft und damit die Teilnahme an den Champions-League-Play-offs und nach einer Niederlage dort die Gruppenphase der UEFA Europa League 2022/23 erreichte, konnte er hierfür seine eigentliche Heimspielstätte nicht nutzen, da das Stade Joseph Marien nicht die Anforderungen der UEFA erfüllt.